# SCG・003
スクーデリア・キャメロン・グリッケンハウス・003 (SCG 003) は、アメリカの自動車メーカーであるスクーデリア・キャメロン・グリッケンハウスが開発したスポーツカーである。

## 概要
フェラーリ製のマシンをベースにワンオフモデルを製作してきたジェームズ・グリッケンハウス率いるSCGが初めて手掛けたオリジナルマシンである。開発にはイタリアのポディウム・アドバンスド・テクノロジーズが大いに協力している。
2013年にP 33として初めて公開され、2015年のジュネーヴ・モーターショーで正式に発表された。デザインは元ピニンファリーナのパオロ・ガレラが担当した。
モノコックやサブフレーム、ボディに至るまでカーボンファイバー製とするなど徹底的な軽量化を敢行しており、車重は市販モデルの003Sでも1,300 kgと軽量な部類に入る。
当初はアルファロメオ・4Cのシャシにマセラティ製のV6ツインターボエンジンを搭載する計画だったが、2社からの合意が得られなかったためにシャシを新規に開発したという経緯を持つ。

## バリエーション
003には仕向先によって3つのモデルが存在する。いずれもシャシを共用しており、モデル間のコンバートが容易な構造となっている。

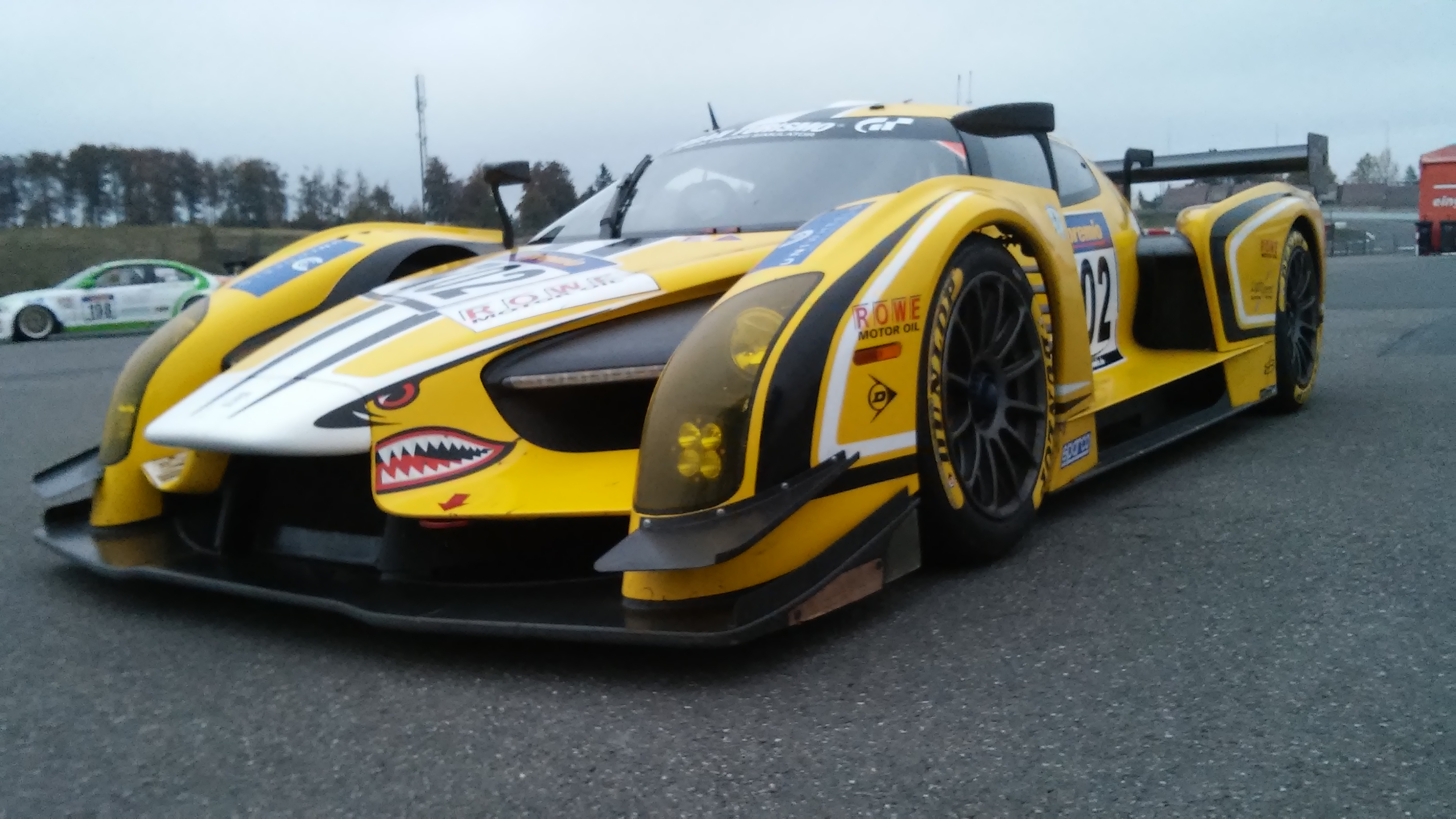
SCG 003C GT3

003C（コンペティツィオーネ）はニュルブルクリンク24時間レース向けに製作されたレーシングバージョン。ホンダ製のホンダ製3.5LV型6気筒ツインターボエンジンを搭載し、6速シーケンシャルが組み合わせられる。FIAのレギュレーションによって最大出力は507 PS、車重も50 kg増の1,350 kgに調整されている。公道での走行は不可能。

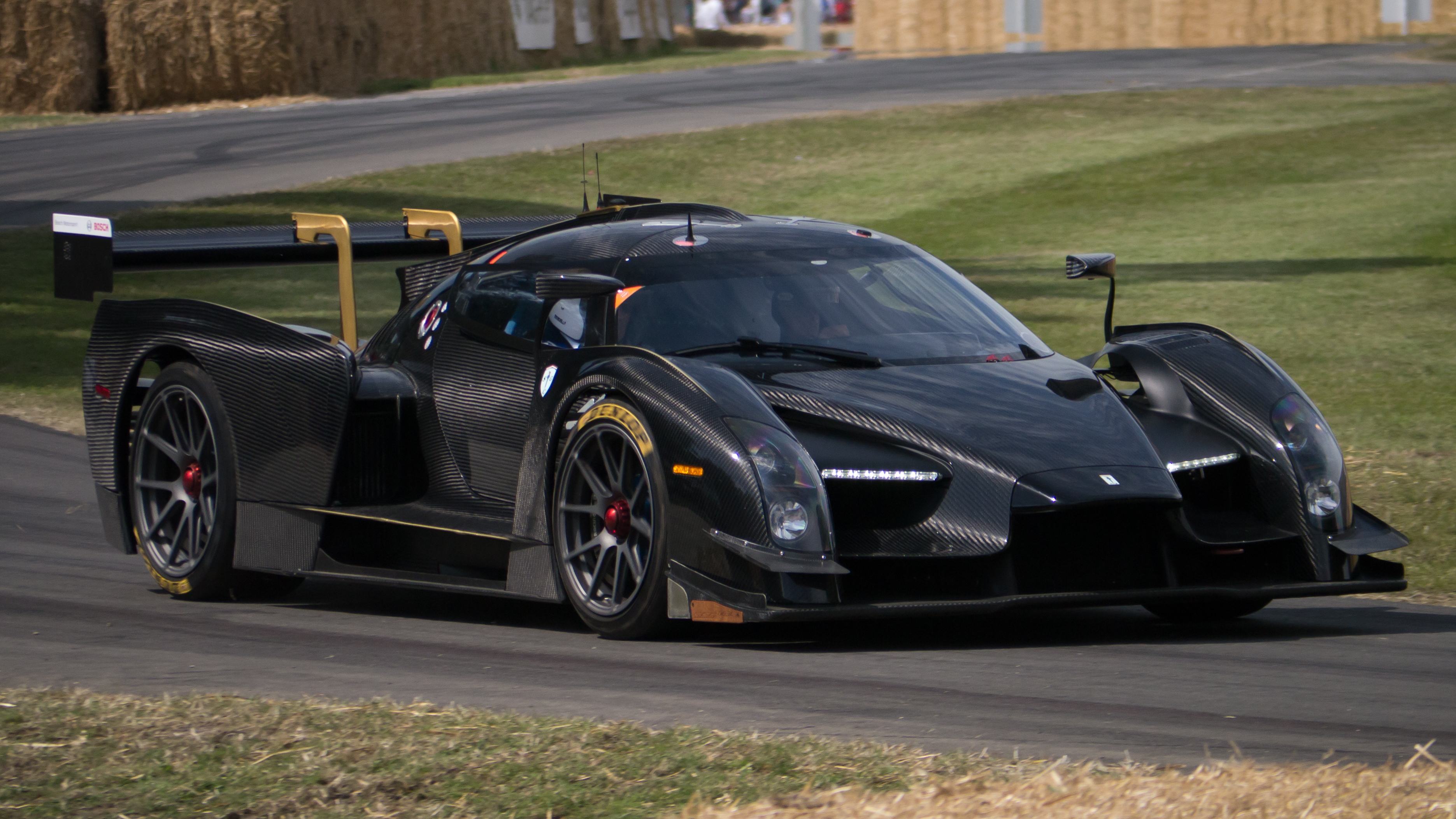
SCG 003CS

003CS（コンペティツィオーネストラダーレ）は003Cをベースに公道走行を可能としたモデル。そのままのエンジンでは排出ガス規制に適合しないことから、BMW製の4.4L V8ツインターボエンジンに換装、ドライサンプ化など独自のチューニングを施すことで、最大出力は700 PSオーバーをマークする。カーボン製のリアウィングと専用のエアロパーツを備え、車重はSよりも軽い1,179 kgに抑えられている。

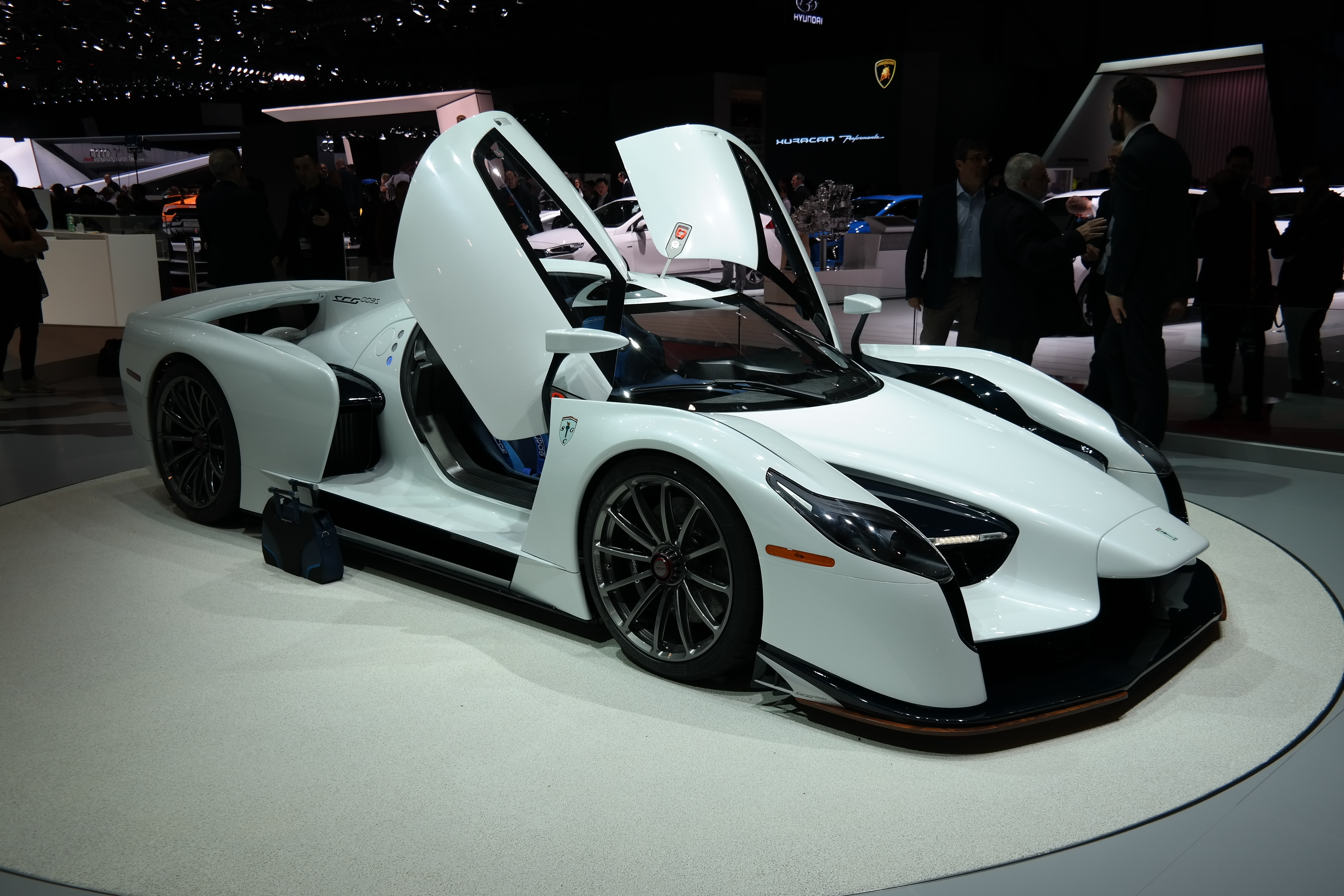
SCG 003S

003S（ストラダーレ）は最も一般的なロードゴーイングモデル。エンジンはCSと共通のBMW製のV8ツインターボエンジンを搭載し、7速DCTが組み合わせられる。C・CSと比較してより日常使いに仕向けられたモデルとなっているが、0-60 mph（96 km/h）加速は3秒以下、最高速度は360 km/hという高いスペックを誇る。